# Platforma Europejskiej Pamięci i Sumienia
Platforma Europejskiej Pamięci i Sumienia – międzynarodowa organizacja działającej na rzecz rozszerzenia wiedzy o reżimach totalitarnych XX wieku, skupiająca ponad 60. organizacji z Europy i Ameryki Północnej.

## Historia
Działania związane z powstaniem Platformy zapoczątkowała Deklaracja Praska Parlamentu Europejskiego z 2008 r. W swej rezolucji z kwietnia 2009 r. Parlament Europejski zaapelował o utworzenie Platformy Europejskiej Pamięci i Sumienia, która stałaby się ośrodkiem wspierającym współpracę międzynarodowych organizacji badawczych, archiwalnych i memoratywnych. Miało to ułatwić badanie historii totalitaryzmu, zbieranie dokumentów z tego obszaru tematycznego oraz doprowadzić do budowy pomnika ofiar wszystkich reżimów totalitarnych. W trakcie obchodów Europejskiego Dnia Pamięci Ofiar Reżimów Totalitarnych została przygotowana Deklaracja Warszawska, która powstała na wniosek Polskiego Komitetu Krajowego Programu UNESCO „Pamięć Świata” w 2011 r. i została zatwierdzona przez jego Międzynarodowy Komitet Doradczy. Jej podpisanie 23 sierpnia 2011 r. uważa się za ostatni etap przygotowań do powstania Platformy.
Powołanie do istnienia Platformy Europejskiej Pamięci i Sumienia miało miejsce 14 października 2011 roku w Pradze. Przy podpisaniu dokumentów założycielskich byli obecni przemierzy Czech, Rzeczypospolitej Polskiej i Węgier. Członkami założycielami było 21 organizacji z 12. krajów, ze strony Polski był to Instytut Pamięci Narodowej oraz Muzeum Powstania Warszawskiego.
Co roku odbywa się zjazd organizacji członkowskich tworzących Platformę. Podczas spotkania odbywają się obrady i debaty. 

## Przyznawane nagrody
Corocznie Platforma przyznaje, osobom lub organizacjom, nagrodę za działania na rzecz praworządności, obrony demokracji i praw człowieka oraz przeciwstawianie się współczesnym reżimom totalitarnym. 
Również w ramach festiwalu filmowego Niepokorni, Niezłomni, Wyklęci Platforma organizuje panel dyskusyjny nawiązujący do zagadnień europejskich totalitaryzmów. W trakcie festiwalu Platforma przyznaje również nagrodę specjalną w kategorii filmu dokumentalnego.